# 下總號列車
下總號（日语： Shimousa-gō */?）是由東日本旅客鐵道（JR東日本）運行於大宮站至西船橋站、新習志野站或海濱幕張站之間的普通列車。列車途經東北本線（貨物線）、武藏野線（大宮支線、西浦和支線、本線）和京葉線（二俁支線、本線）。

## 概要
在JR東日本集團經營願景下，為了提高環狀路線群「東京大環線」的方便性和快捷性。本來來往大宮站與武藏野線、京葉線各站的乘客需要在南浦和站或武藏浦和站轉乘，但是在2010年12月4日便開設了途經武藏野線大宮支線（與野站至西浦和站，但是不停靠西浦和站）的直通列車。另外，同日適逢東北新幹線新青森站開業，使此列車成為了武藏野線、京葉線各站的乘客可直接前往新幹線車站大宮站。

## 沿線概況
「下總號」會行走武藏野線武藏浦和站以東路段（並直通至京葉線）。
前往大宮的班次中，當列車離開武藏野線武藏浦和站月台後，會駛入武藏野線本線左邊分支的「西浦和支線」，開始進入三角線範圍。在東北新幹線和埼京線的高架橋下方穿過後，列車登上斜坡，然後有一個右彎並跨越本線。在這個區間中，整個三角線區間都是雙線並且完全立體化。在三角線的另一端會與來自西浦和站附近分支的「大宮支線」匯合（匯合處名為別所號誌站）。在匯合處附近於下方穿過新幹線的高架橋和埼京線的中浦和站架空車站。隨後列車便進行大宮高地地底的隧道。
在整段隧道中，有部分位置是處於地面與地底之間，為了減低列車噪音，因此在該處建設了混凝土管道。隧道出口是在東北本線北浦和站至與野站之間，於東北貨物線上下行線之間的空隙。最後列車在大宮操車場通過湘南新宿線與東北貨物線路軌，進入終點站大宮站的11號月台。列車到達月台清客後，會以不載客列車身份繼續前往東大宮中心，以準備行走下一個班次。
「下總號」列車在大宮站行走下一個班次時，會從東大宮中心離開並駛入大宮站宇都宮線的3號月台載客。當離開大宮站後，列車會直接橫過宇都宮線上行本線路線，隨後進入東北貨物線路線，在大宮操車場轉入武藏野貨物線，隨後於與野站前方進入隧道，前往別所號誌站和西浦和支線。

## 運行概況
「下總號」主要於早上和黃昏時段行走。
由於列車在大宮站至武藏浦和站之間會行走貨物線，而埼玉新都心站和與野站兩站沒有貨物線月台，因此列車會通過該兩站。在武藏浦和站至海濱幕張站之間各站停車。
上午設有1個往返班次，分別從新習志野前往大宮和大宮前往海濱幕張。黃昏設有1個往返班次，分別從新習志野前往大宮和大宮前往西船橋。晚上設有1個往返班次，分別從西船橋前往大宮和大宮前往新習志野。一共3個往返班次。平日和星期六及假日的時間是有分別的。另外於早上前往海濱幕張的班次中，當列車到達該站後，下一個班次是從該站前往兩站之隔的新習志野站（在2023年3月17日前，海濱幕張與新習志野之間沒有車站，即是該班次只有兩個停車站）。
乘務員與列車司機是由蘇我運輸區京葉派出所委派。車掌方面，分別由埼玉車掌區和丸之内車掌區負責。在南浦和起，車掌由埼玉車掌區負責。
由於大宮站的路軌設計的關係，「下總號」不能夠於站內折返。列車在大宮站11號月台清客後，會以不載客列車身份繼續前往大宮綜合車輛中心付屬的東大宮中心（宇都宮線土呂站至東大宮站之間），並於該處折返，前往大宮站3號月台載客。
大宮站至武藏浦和站之間的列車編號英文字母是M字（代表列車班次）。武藏浦和站至海濱幕張站之間的列車編號英文字母為E（代表電車班次），在部分車站中沒有定時點，並且在該區間之間為各站停車。
前往大宮的班次，列車會途經南浦和站（同樣為東北本線車站），隨後繞結武藏浦和站後才進入東北本線。JR東日本沒有為大宮支線設定營業距離，因此在該區間中沒有有效的乘車券可供發售，乘客需要購買途經浦和站和南浦和站的車票。但是，當乘客只乘坐大宮站至武藏浦和站之間，由於該區間是在大都市近郊區間（東京近郊區間）範圍內，因此該區間視為途經埼京線。

## 車輛
「下總號」使用京葉車輛中心所屬的209系電動列車500番台和E231系電動列車0番台行走，以8卡編成行走。
在2020年10月前，「下總號」使用同廠的205系電動列車。

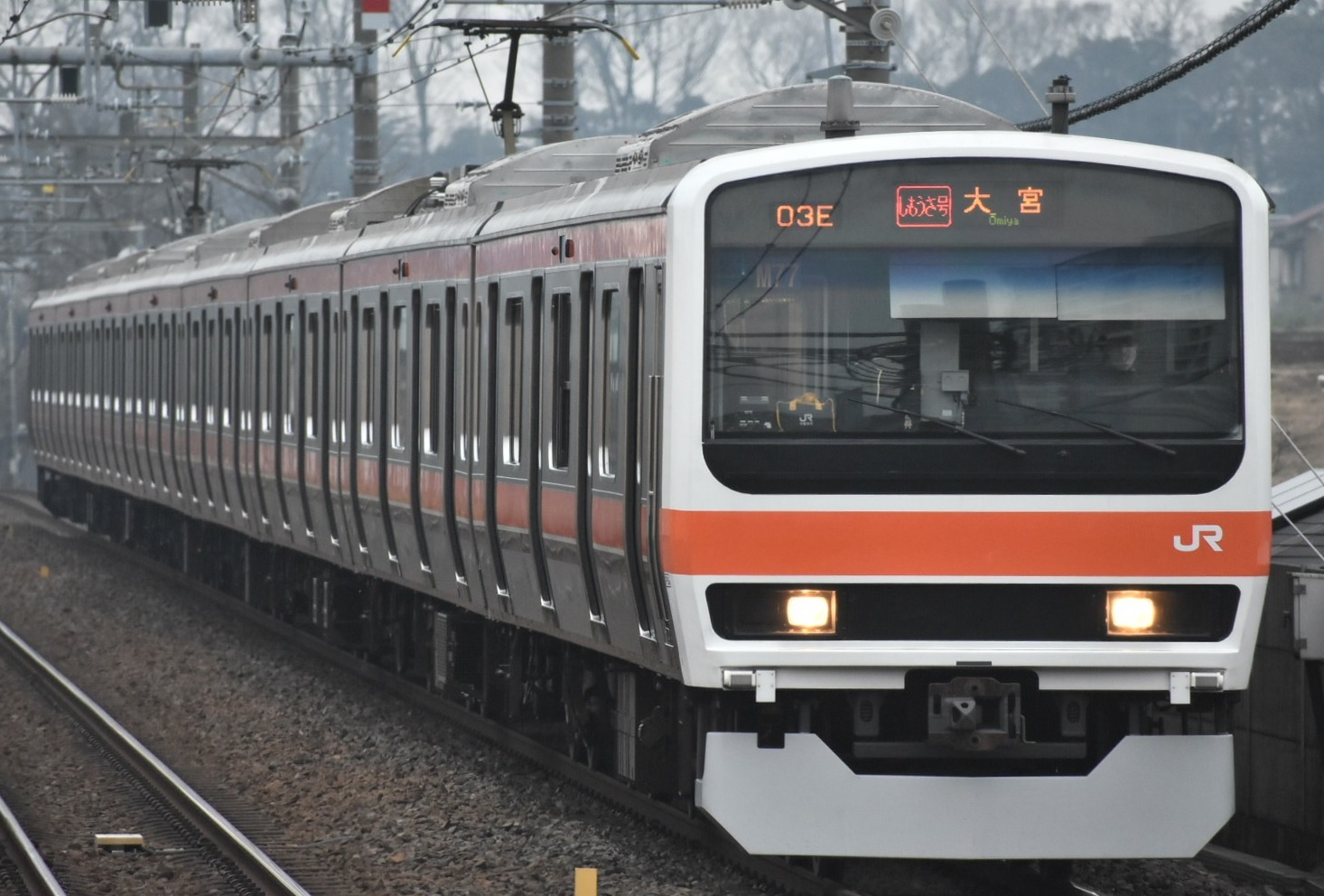
使用209系500番台行走「下總號」
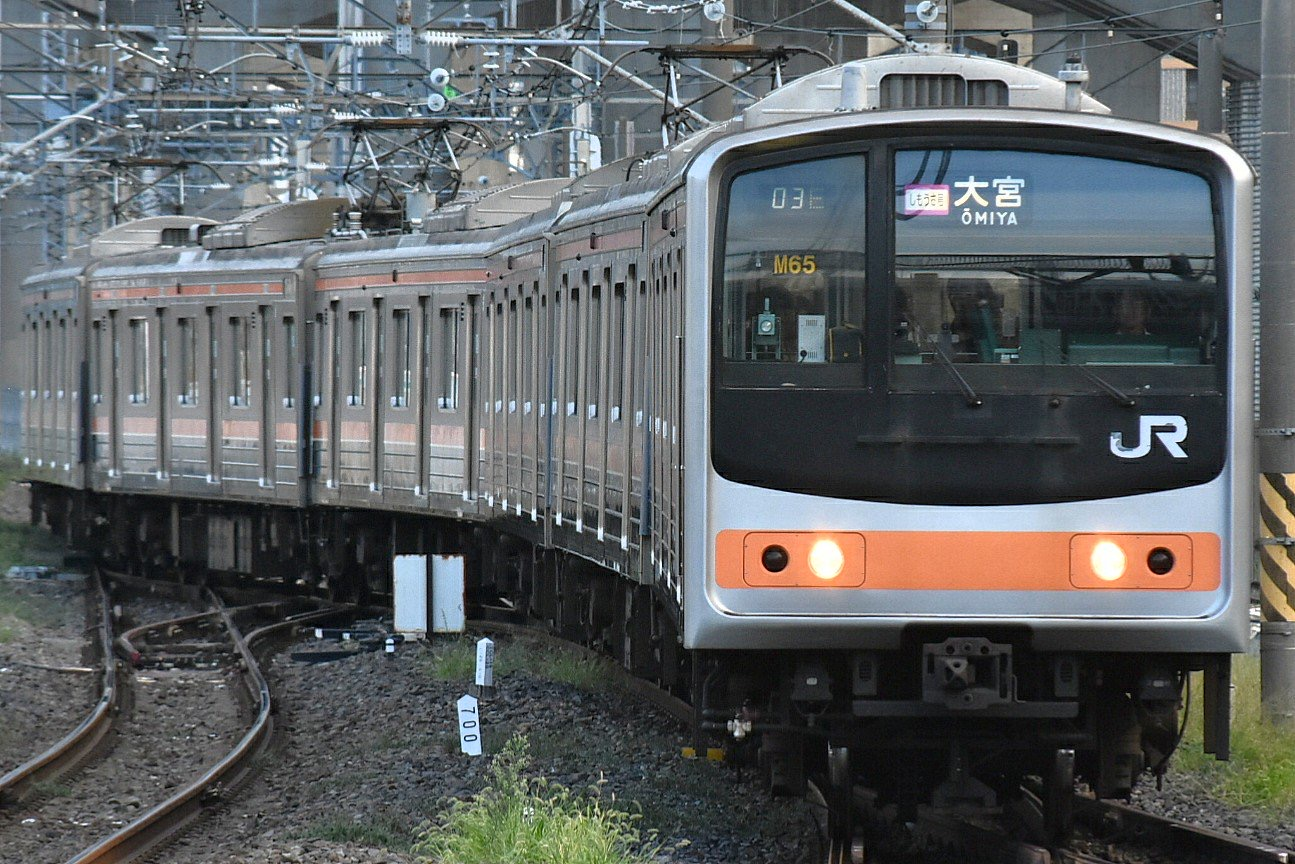
使用205系0番台行走「下總號」
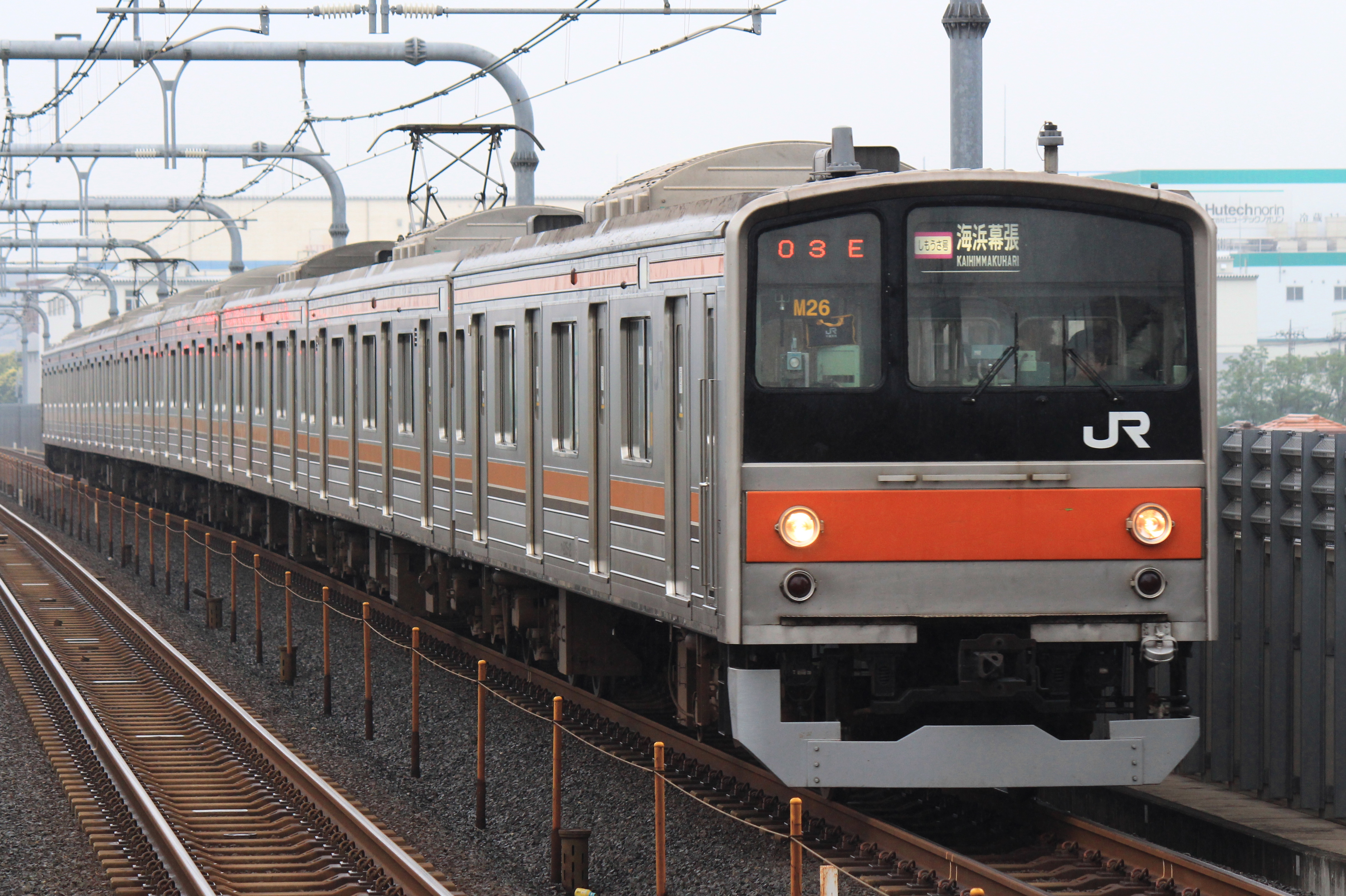
使用205系5000番台行走「下總號」

## 歷史
- 2010年（平成22年）12月4日 - 實施時間表修正，「下總號」開始行走。

## 注腳
1. ↑  「2010年12月ダイヤ改正について」PDF（日語） JR東日本新聞稿 2010年9月24日發表
2. ↑  時刻表　停車駅一覧（海浜幕張－新習志野）：JR東日本 （页面存档备份，存于）（日語） 2023年4月1日參閱
3. ↑   各年各月号. 交通新聞社. : 武蔵野線、京葉線の時刻頁 （日语）.
4. ↑  時刻表　停車駅一覧（普通しもうさ号（大宮－武蔵浦和－海浜幕張））：JR東日本 （页面存档备份，存于）（日語） 2023年4月1日參閱
5. ↑  國土交通省鐵道局監修《平成28年度 鉄道要覧》電氣車研究會，鐵道圖書刊行會